# Giuseppe Lillo
Giuseppe Lillo (26 de febrero de 1814 - 4 de febrero de 1863) fue un compositor italiano. Es conocido por sus óperas que siguieron el estilo marcado por Gioachino Rossini. También produjo obras para piano, una pequeña cantidad de música sacra y algo de música de cámara.

## Biografía
Nacido en Galatina en la provincia de Lecce, Lillo era hijo del director Giosuè Lillo. Recibió su primera formación musical de su padre antes de ingresar al Conservatorio de Nápoles donde estudió armonía y contrapunto con Giovanni Furno, piano con Francesco Lanza y composición con Nicola Antonio Zingarelli. Su primera composición, una misa para cuatro voces y orquesta, se estrenó con una cálida recepción en 1834.
Como compositor, Lillo compuso principalmente música para escenario. Su primera ópera, La moglie per 24 ore, ossia L'ammalato di buona salute, se estrenó con éxito en el Real Collegio di Musica durante el Carnaval de 1834. Rápidamente ganó una gran popularidad entre el público de Nápoles con óperas serias como Il gioiello (1835), Odda di Bernaver (1837) y Il conte di Chalais (1839). El pináculo de su éxito vino con su única ópera cómica, L'osteria di Andujar, que se estrenó el 30 de septiembre de 1840. Después de 1840, Lillo compuso varias óperas más hasta 1853, la mayoría de las cuales fueron recibidas con respuestas pobres o mediocres. Nunca fue capaz de volver a obtener la popularidad que había disfrutado anteriormente en su carrera.
Alrededor de 1840 Lillo fue nombrado director musical del Teatro di San Carlo junto a Giacomo Cordella. Fue un notable pianista y a principios de la década de 1840 se dedicó con éxito a la enseñanza del piano, teniendo entre sus alumnos de piano en Gustavo Tofano. Se unió al profesorado del Conservatorio de Nápoles alrededor de 1850, finalmente fue nombrado profesor de armonía en 1859; una posición que ocupó hasta su muerte en Nápoles cuatro años más tarde.

## Lista de óperas
- La moglie per 24 ore, ossia L’ammalato di buona salute, opera buffa (1834).
- Il gioiello, opera semiseria (Nápoles, 1835).
- Odda di Bemaur, drama musical (Nápoles, 1837 y Milán, 1840).
- Rosamunda in Ravenna, opera semiseria (Venecia, 1838).
- Alisia di Rieux, (Roma, 1838).
- Il conte di Chalais, (Nápoles, 1840).
- La modista, (Florencia, 1840).
- Le disgrazie di un bel giovane, ossia Il zio e il nipote, (Florencia, 1840).
- Le nozze campestri, drama musical (Nápoles, 1840)
- L'osteria di Andujar, ópera cómica (Nápoles, 1841 y Milán 1843).
- Cristina di Scozia, (Nápoles, 1841).
- Lara, drama musical (Nápoles, 1843).
- Il cavaliere di San Giorgio, ossia Il mulatto, ópera semiseria (Turín, 1846).
- Caterina Howard, (Nápoles, 1849).
- La Delfina, opera semiseria (Nápoles, 1850).
- La gioventù di Shakespeare, ossia Il sogno d’una notte estiva, comedia lírica (Nápoles, 1851).
- Ser Babbeo, (Nápoles, 1853).
- Il figlio della schiava, (Nápoles, 1853).